# اوبروچیشته
اوبروچیشته (به بلغاری: Obrochishte) یک منطقهٔ مسکونی در بلغارستان است که در شهرستان بالچیک واقع شده‌است.